# Lovewrecked
Lovewrecked (còn được biết đến là Love Wrecked và Temptation Island) là bộ phim hài lãng mạn của đạo diễn Randal Kleiser với diễn viên chính là Amanda Bynes. Bộ phim lúc đầu được sản xuất bởi hãng phim Media 8, nhưng cuối cùng trở thành bộ phim truyền hình của kênh ABC Family. Công ty Weinstein đã mua lại bản quyền của hãng Media 8 và sau vài lần thử phát hành trên thị trường rạp chiếu phim tại Mỹ, đã cuối cùng bán lại cho kênh ABC Family. Bộ phim được khởi chiếu trên truyền hình vào ngày 21 tháng 1 năm 2007. Bộ phim nói về một chuyến phiêu lưu hài lãng mạn về một cô gái bị lạc vào đảo hoang với ngôi sao nhạc rock, thần tượng của cô trên bờ biển Caribbean.

## Cốt truyện
Jenny Taylor (đóng bởi Amanda Bynes) đã tìm thấy người con trai lý tưởng cho cuộc đời của cô. Nhưng đó lại là Jason Masters (Chris Carmack), ngôi sao nhạc rock nổi tiếng nhất thế giới. Hy vọng được một lần đến gần thần tượng của cô, Jenny đã tìm đến 1 công việc tại 1 khu nghỉ mát ở Carribean yêu thích của Jason với cậu bạn thân nhất của cô, Ryan (Jonathan Bennett). Vào một buổi tối dự tiệc trên thuyền, họ gặp một cơn bão và Jason bị ngã khỏi thuyền và Jenny đã nhảy xuống biển để cứu anh nhưng không may cả hai người đều bị dạt đi và sáng hôm sau đã ở một hòn đảo nhiệt đới không bóng người. Jason bị gãy cổ chân nên Jenny phải đi tìm sự cứu giúp. Jenny sớm nhận ra là họ chỉ cách khu nghỉ mát 3 dặm, nhưng thay bằng việc nói cho Jason sự thật, cô lại để anh ta tưởng rằng họ bị lạc trên đảo để khiến anh ta yêu cô. Hàng ngày, cô vẫn trộm đến khu nghỉ mát mua đồ ăn và mang lại cho Jason và nói rằng đó là đồ mà cô tìm được. Sau khi phát hiện ra kế hoạch của cô, kẻ thù của cô là Alexis (Jamie-Lynn Discala) cũng giả vờ bị dạt vào đảo để được tiếp cận Jason. Khi kế hoạch của Jenny bị đổ vỡ, cô bắt đầu nhận ra rằng tình yêu thực sự của cô vẫn luôn ở bên cô, đó chính là chàng Ryan bạn cô.

## Diễn viên
- Amanda Bynes trong vai Jenny Taylor, một cô gái 18 tuổi và là fan hâm mộ của Jason Masters, đã đi đến khu nghỉ mát Sun Village với cậu bạn thân nhất của cô, Ryan để làm việc kiếm tiền cho đại học.
- Chris Carmack trong vai Jason Masters, một ngôi sao nhạc rock nổi tiếng, đã đi đến khu nghỉ mát trước chuyến lưu diễn toàn thế giới của anh.
- Jonathan Bennett trong vai Ryan, bạn thân nhất của Jenny, đã đến khu nghỉ mát với cô và đã thầm yêu cô.
- Jamie-Lynn Sigler as Alexis Minetti, kẻ thù của Jenny và cũng hâm mộ Jason Masters.
- Fred Willard trong vai Ben Taylor, cha của Jenny.
- Lance Bass trong vai Dan, trợ lý của Jason Masters.
- Alfonso Ribeiro trong vai Brent Hernandez, giám đốc khu nghỉ mát.
- Kathy Griffin trong vai Belinda.
- Leonardo Cuesta trong vai Gail.

## Sản xuất
Bộ phim được bắt đầu vào tháng 6 năm 2004 và được hoàn thành vào tháng 8 năm 2005. Bộ phim được quay tại nước Cộng hòa Dominicana tại Cabrera và Puerto Plata. Bộ phim cũng được thực hiện tại Ocean World và khu nghỉ mát Sun Village.

## Thu nhập
Bộ phim được leo lên vị trí thứ 6 trên bảng xếp hạng phim ở Anh Quốc tại 235 rạp chiếu phim, và thu nhập được hơn 600.000 bảng Anh